# یاکگاهاپیتیا
یاکگاهاپیتیا (به لاتین: Yakgahapitiya) یک منطقهٔ مسکونی در سری‌لانکا است که در استان مرکزی (سری‌لانکا) واقع شده‌است.